# CADM1
CADM1 (англ. Cell adhesion molecule 1) – білок, який кодується однойменним геном, розташованим у людей на короткому плечі 11-ї хромосоми. Довжина поліпептидного ланцюга білка становить 442 амінокислот, а молекулярна маса — 48 509.
| 10         |  | 20         |  | 30         |  | 40         |  | 50         |
| ---------- |  | ---------- |  | ---------- |  | ---------- |  | ---------- |
| MASVVLPSGS |  | QCAAAAAAAA |  | PPGLRLRLLL |  | LLFSAAALIP |  | TGDGQNLFTK |
| DVTVIEGEVA |  | TISCQVNKSD |  | DSVIQLLNPN |  | RQTIYFRDFR |  | PLKDSRFQLL |
| NFSSSELKVS |  | LTNVSISDEG |  | RYFCQLYTDP |  | PQESYTTITV |  | LVPPRNLMID |
| IQKDTAVEGE |  | EIEVNCTAMA |  | SKPATTIRWF |  | KGNTELKGKS |  | EVEEWSDMYT |
| VTSQLMLKVH |  | KEDDGVPVIC |  | QVEHPAVTGN |  | LQTQRYLEVQ |  | YKPQVHIQMT |
| YPLQGLTREG |  | DALELTCEAI |  | GKPQPVMVTW |  | VRVDDEMPQH |  | AVLSGPNLFI |
| NNLNKTDNGT |  | YRCEASNIVG |  | KAHSDYMLYV |  | YDPPTTIPPP |  | TTTTTTTTTT |
| TTTILTIITD |  | SRAGEEGSIR |  | AVDHAVIGGV |  | VAVVVFAMLC |  | LLIILGRYFA |
| RHKGTYFTHE |  | AKGADDAADA |  | DTAIINAEGG |  | QNNSEEKKEY |  | FI         |

A: Аланін

C: Цистеїн

D: Аспарагінова кислота

E: Глутамінова кислота

F: Фенілаланін

G: Гліцин

H: Гістидин

I: Ізолейцин

K: Лізин

L: Лейцин

M: Метіонін

N: Аспарагін

P: Пролін

Q: Глутамін

R: Аргінін

S: Серин

T: Треонін

V: Валін

W: Триптофан

Кодований геном білок за функціями належить до білків розвитку, фосфопротеїнів. 
Задіяний у таких біологічних процесах, як апоптоз, клітинна адгезія, імунітет, диференціація клітин, сперматогенез, альтернативний сплайсинг. 
Локалізований у клітинній мембрані, мембрані, клітинних контактах, синапсах.